# Liban (chanson)
Pour les articles homonymes, voir Liban (homonymie).
Liban est le titre d'un disque sorti en 1989 au profit des enfants du Liban. 75 artistes y participent et enregistrent le titre. Les paroles sont de Pierre Delanoë et la musique de Cyril Assous.

## Artistes
- Annabelle Mouloudji
- Astrid Adler
- Bibie
- Blues Trottoir
- C. Jérôme
- Carol Arnauld
- Caroline Legrand
- David Koven
- Dee Dee Bridgewater
- Didier Barbelivien
- Didier Cauchy
- Didier Gustin
- Fabienne Thibeault
- François Valéry
- Frida Boccara
- Frédéric Château
- Gérard Blanc
- Gérard Lenorman
- Georges Chelon
- Gilbert Montagné
- Gold
- Goûts de luxe
- Jacques Haurogné
- Jean Falissard
- Jean Merhi
- Jean-Luc Lahaye
- Jean-Patrick Capdevielle
- Jeanne Mas
- Joplin Hart
- Julien Weiss
- Karen Cheryl
- Karim Kacel
- Les Bijoux
- Margaux Hemingway
- Michael Fortunati
- Midi Cinq
- Nicole Croisille
- Orly
- Partenaire particulier
- Patrick Goavec
- Patrick Hernandez
- Patsy
- Patti Layne
- Phil O'Kins
- Philippe Kelly
- Philippe Russo
- Philippe Swan
- Pierre Delanoë
- Rachid Ferrache
- Rachid Bahri
- Réjane Perry
- Sabine Paturel
- Salvatore Adamo
- Sandy Stevenson
- Sanny
- Serge Faubert
- Shona
- Smaïn
- Soldat Louis
- Yves Duteil